# Cơ (sinh học)
Cơ là một mô mềm có ở hầu hết các loài động vật. Tế bào cơ chứa các sợi protein actin và myosin trượt qua nhau, tạo ra sự co lại làm thay đổi cả chiều dài và hình dạng của tế bào. Cơ bắp có chức năng tạo ra lực và chuyển động. Chúng chịu trách nhiệm chính trong việc duy trì và thay đổi tư thế, vận động, cũng như chuyển động của các cơ quan nội tạng, chẳng hạn như sự co bóp của tim và di chuyển thức ăn qua hệ tiêu hóa thông qua nhu động.
Các mô cơ có nguồn gốc từ lớp trung bì của tế bào mầm phôi trong một quá trình được gọi là quá trình sinh cơ. Có ba loại cơ, xương hoặc vân, tim và cơ trơn. Hoạt động của cơ có thể được phân loại là tự nguyện hoặc không tự nguyện. Cơ tim và cơ trơn co lại mà không cần suy nghĩ có ý thức và được gọi là không tự chủ, trong khi cơ xương co lại theo lệnh. Cơ xương lần lượt có thể được chia thành các sợi co giật nhanh và chậm.
Cơ bắp chủ yếu được cung cấp bởi quá trình oxy hóa chất béo và carbohydrate, nhưng các phản ứng hóa học kỵ khí cũng được sử dụng, đặc biệt là bởi các sợi co giật nhanh. Những phản ứng hóa học này tạo ra các phân tử adenosine triphosphate (ATP) được sử dụng để cung cấp năng lượng cho chuyển động của các đầu myosin.

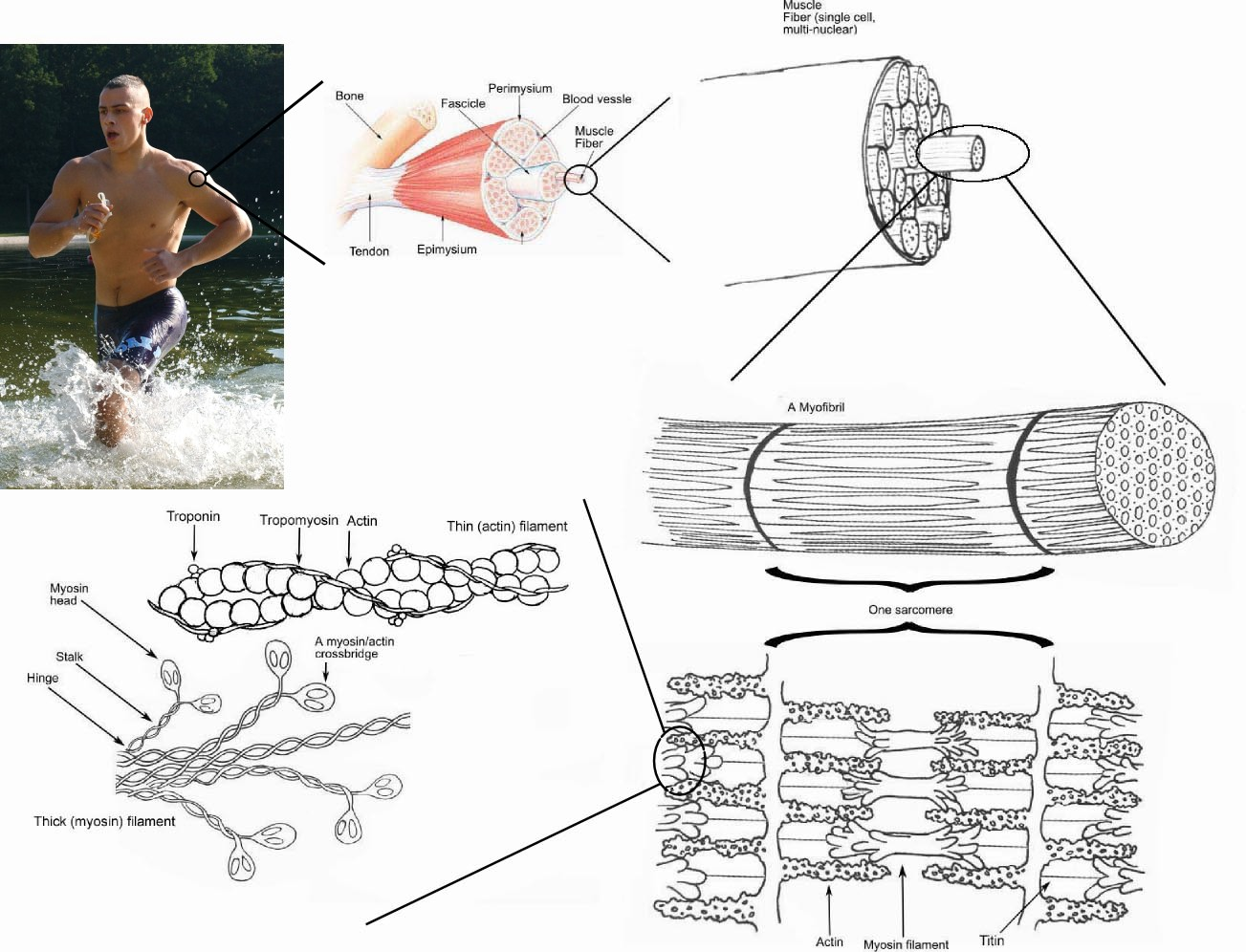
Các mô cơ nhìn từ trên xuống.

## Cấu trúc
Giải phẫu của cơ bao gồm giải phẫu tổng thể, bao gồm tất cả các cơ của một sinh vật và giải phẫu vi mô, bao gồm các cấu trúc của một cơ duy nhất.

### Các loại

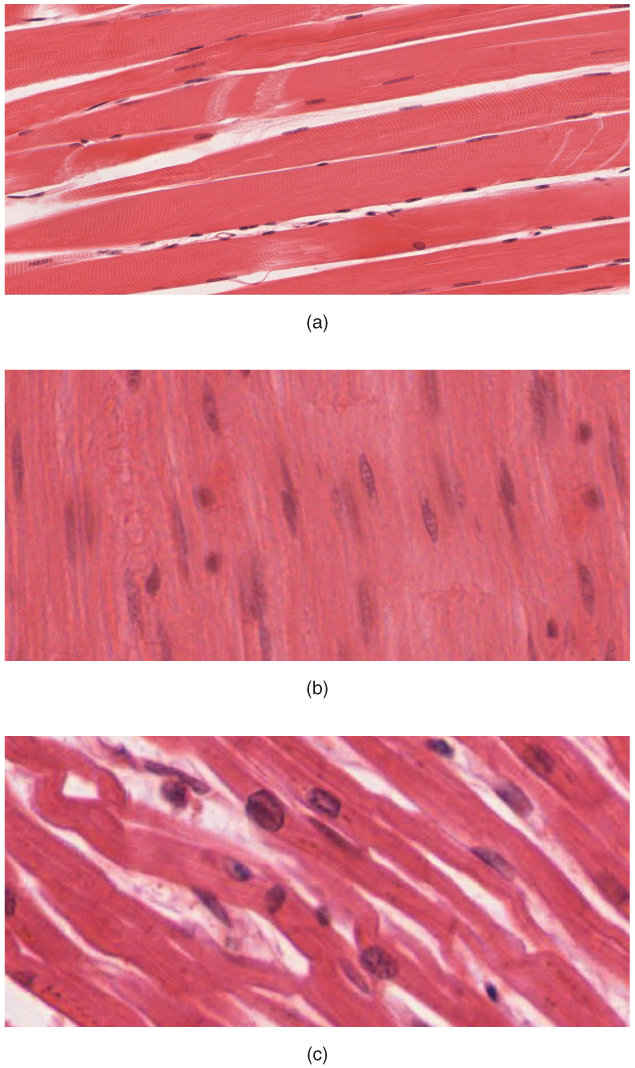
Cơ thể chứa ba loại mô cơ: (a) cơ vân, (b) cơ trơn và (c) cơ tim. (Độ phóng đại như nhau)

Mô cơ là một mô mềm, và là một trong bốn loại mô cơ bản có ở động vật. Có ba loại mô cơ được nhận biết ở động vật có xương sống:
- Cơ xương hay "cơ tự nguyện" được gắn vào bởi các gân (hoặc bởi các aponeurose ở một vài vị trí) vào xương và được sử dụng để tác động đến chuyển động của xương như vận động và duy trì tư thế. Mặc dù kiểm soát tư thế này thường được duy trì như một phản xạ vô thức, các cơ chịu trách nhiệm phản ứng với kiểm soát có ý thức giống như các cơ không tư thế. Một nam giới trưởng thành trung bình chiếm 42% cơ xương và một nữ giới trưởng thành trung bình chiếm 36% (tính theo phần trăm khối lượng cơ thể).
- Cơ trơn hoặc "cơ không tự nguyện" được tìm thấy trong thành của các cơ quan và cấu trúc như thực quản, dạ dày, ruột, phế quản, tử cung, niệu đạo, bàng quang, mạch máu và pili arrector trên da (trong đó nó kiểm soát sự cương cứng của lông trên cơ thể). Không giống như cơ xương, cơ trơn không chịu sự kiểm soát có ý thức.
- Cơ tim (myocardium), cũng là một "cơ không tự nguyện" nhưng có cấu trúc giống cơ xương hơn và chỉ được tìm thấy ở tim.

Cơ tim và cơ xương "có vân" ở chỗ chúng chứa các sarcomeres được đóng gói thành các bó sắp xếp đều đặn; các myofibrils của tế bào cơ trơn không được sắp xếp thành các sarcome và do đó không có vân. Trong khi các sarcome ở cơ xương được sắp xếp thành các bó đều đặn, song song, các sarcome cơ tim kết nối theo các góc phân nhánh, không đều (được gọi là các đĩa xen kẽ). Cơ vân co lại và thư giãn trong các đợt ngắn, cường độ mạnh, trong khi cơ trơn duy trì các cơn co kéo dài hơn hoặc thậm chí gần như vĩnh viễn.

### Các loại sợi cơ xương
Các sợi cơ nhúng trong cơ xương được phân loại tương đối thành nhiều loại do các đặc tính hình thái và sinh lý của chúng. Với một số loại đặc tính nhất định, sợi cơ được phân loại là co giật chậm (lực thấp, sợi mệt mỏi chậm), co giật nhanh (lực cao, sợi nhanh chóng mệt mỏi), hoặc nằm ở giữa hai loại đó (tức là sợi trung gian). Một số đặc tính hình thái và sinh lý xác định được sử dụng để phân loại sợi cơ bao gồm: số lượng ti thể chứa trong sợi, số lượng glycolytic, lipid và các enzym hô hấp tế bào khác, đặc điểm dải M và Z, nguồn năng lượng (tức là glycogen hoặc chất béo), màu sắc mô học, tốc độ và thời gian co lại. Lưu ý rằng không có quy trình tiêu chuẩn để phân loại các loại sợi cơ. Các đặc tính được chọn để phân loại phụ thuộc vào từng loại cơ cụ thể. Ví dụ, các đặc tính dùng để phân biệt sợi cơ nhanh, trung gian và chậm có thể khác nhau đối với cơ bay và nhảy của động vật không xương sống.  Để làm phức tạp thêm sơ đồ phân loại này, hàm lượng ti thể và các đặc tính hình thái khác trong sợi cơ có thể thay đổi theo tập thể dục và tuổi tác.

#### Các loại sợi cơ xương có xương sống
- Loại I, co giật chậm, hay cơ "đỏ", dày đặc các mao mạch và giàu ti thể và myoglobin, tạo cho mô cơ có màu đỏ đặc trưng. Nó có thể mang nhiều oxy hơn và duy trì hoạt động hiếu khí bằng cách sử dụng chất béo hoặc carbohydrate làm nhiên liệu.  Các sợi co giật chậm co lại trong thời gian dài nhưng ít lực.
- Loại II, cơ co giật nhanh, có ba loại phụ chính (IIa, IIx hoặc IIb) khác nhau về cả tốc độ co và lực tạo ra.  Các sợi co giật nhanh co lại một cách nhanh chóng và mạnh mẽ nhưng mệt mỏi rất nhanh, chỉ duy trì được những đợt hoạt động kỵ khí ngắn trước khi sự co cơ trở nên đau đớn. Chúng đóng góp nhiều nhất vào sức mạnh cơ bắp và có khả năng tăng khối lượng lớn hơn. Loại IIA sợi là những sợi cơ bắp thịt trắng. Những sợi này có lượng máu chảy ít hơn, có độ chịu mệt mỏi vừa phải để mệt mỏi và có thể xử lý một lượng công việc vừa phải. Chúng cần glycogen làm nhiên liệu và tham gia vào hầu hết các loại hoạt động thể chất như bóng rổ, bóng chày và bóng đá. Loại IIb (hay còn gọi là IIx) là kỵ khí, glycolytic, cơ "trắng" có nghĩa là ít nhất dày đặc trong ty lạp thể và myoglobin. Ở động vật nhỏ (ví dụ, loài gặm nhấm), đây là loại cơ nhanh chính, có màu nhạt hơn nhưng không bằng loại IIa. Loại IIb thậm chí còn nhanh hơn và mạnh hơn loại IIa, được sử dụng cho các hoạt động trong thời gian rất ngắn đòi hỏi sức mạnh đáng kể. Nhưng hoạt động kém hiệu quả hơn, mệt mỏi rất nhanh. Chúng còn được biết đến dưới tên gọi "cơ lười" bởi nó khá phổ biến ở những người lười vận động. Những người này khi cần cũng có thể chạy nhanh hoặc nâng vật gì đó trong trường hợp khẩn cấp. Đây là lúc những sợi "cơ lười" có ích. Chúng hoạt động hiệu quả về mặt trao đổi chất khi nghỉ ngơi nhưng vẫn cho phép bạn phản ứng với kích thích nếu cần thiết. Nếu bạn tập luyện kháng lực hoặc tập sức bền, dù chỉ một chút, loại IIb (fast-twitch glycolytic) sẽ bị oxy hóa trở thành sợi IIa (fast-twitch oxidative glycolytic). Trong khoảng thời gian không hoạt động, chúng hoàn nguyên trở lại IIb.

Mật độ mô cơ xương của động vật có vú là khoảng 1,06 kg / lít.  Điều này có thể được tương phản với mật độ của mô mỡ (chất béo), là 0,9196 kg / lít.  Điều này làm cho mô cơ dày đặc hơn mô mỡ khoảng 15%.

### Vi giải phẫu

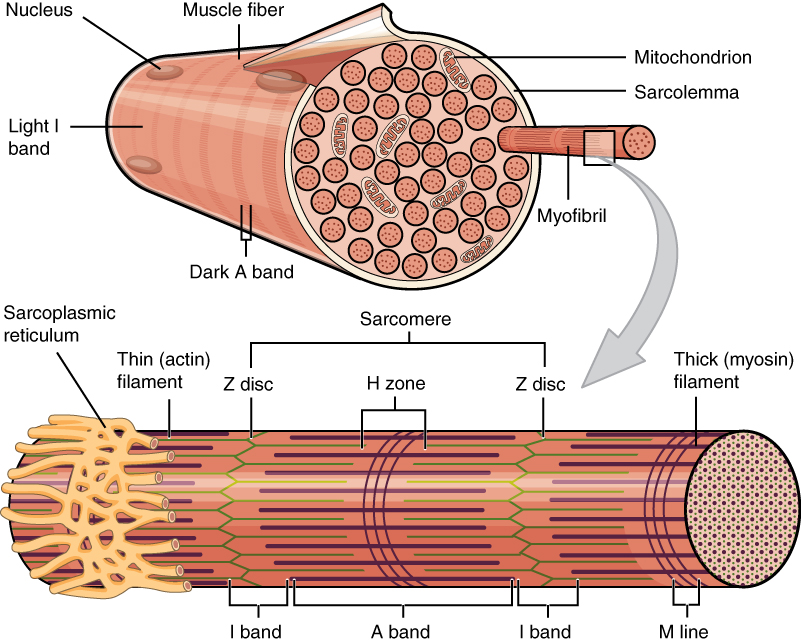
Một sợi cơ xương được bao quanh bởi một màng sinh chất gọi là màng tế bào (sarcolemma), màng này có chứa các tế bào chất, tế bào chất của các tế bào cơ. Sợi cơ bao gồm nhiều sợi, tạo cho tế bào hình dạng vân.

Cơ xương được bao bọc bởi một lớp mô liên kết cứng được gọi là epimysium. Epimysium cố định mô cơ vào các gân ở mỗi đầu, ở đó epimysium trở nên dày hơn và có dạng keo. Nó cũng bảo vệ cơ bắp khỏi ma sát với các cơ và xương khác. Trong epimysium có nhiều bó được gọi là fascicles, mỗi bó chứa 10 đến 100 sợi cơ trở lên được bao bọc chung bởi một perimysium. Bên cạnh việc bao quanh mỗi lớp màng, màng bụng là đường dẫn cho các dây thần kinh và dòng máu trong cơ. Các sợi cơ giống như sợi chỉ là các tế bào cơ riêng lẻ (tế bào cơ), và mỗi tế bào được bao bọc trong lớp nội mạc của sợi collagen. Như vậy, tổng thể cơ bao gồm các sợi (tế bào) được bó lại thành các bó, chúng được nhóm lại với nhau để tạo thành cơ. Ở mỗi cấp độ bó, một màng collagenous bao quanh bó và những màng này hỗ trợ chức năng của cơ bằng cách chống lại sự kéo căng thụ động của mô và bằng cách phân phối lực tác dụng lên cơ.  Nằm rải rác khắp các cơ là các trục cơ cung cấp thông tin phản hồi cảm giác cho hệ thần kinh trung ương. (Cấu trúc nhóm này tương tự như tổ chức của dây thần kinh sử dụng epineurium, perineurium và endoneurium).
Cấu trúc bó-trong-bó tương tự này được tái tạo trong các tế bào cơ. Trong các tế bào của cơ là các myofibrils, bản thân chúng là các bó sợi protein. Thuật ngữ "myofibril" không nên nhầm lẫn với "myofiber", đây chỉ đơn giản là một tên gọi khác của tế bào cơ. Myofibrils là những sợi phức tạp của một số loại sợi protein được tổ chức với nhau thành các đơn vị lặp lại được gọi là sarcomeres. Sự xuất hiện vân của cả cơ xương và cơ tim là kết quả của mô hình thường xuyên của các sarcomeres trong tế bào của chúng. Mặc dù cả hai loại cơ này đều chứa sarcomeres, các sợi trong cơ tim thường được phân nhánh để tạo thành một mạng lưới. Các sợi cơ tim được kết nối với nhau bằng các đĩa xen kẽ,  tạo cho mô đó hình dạng của một hợp bào.
Các sợi trong sarcomere bao gồm actin và myosin.

### Tổng giải phẫu

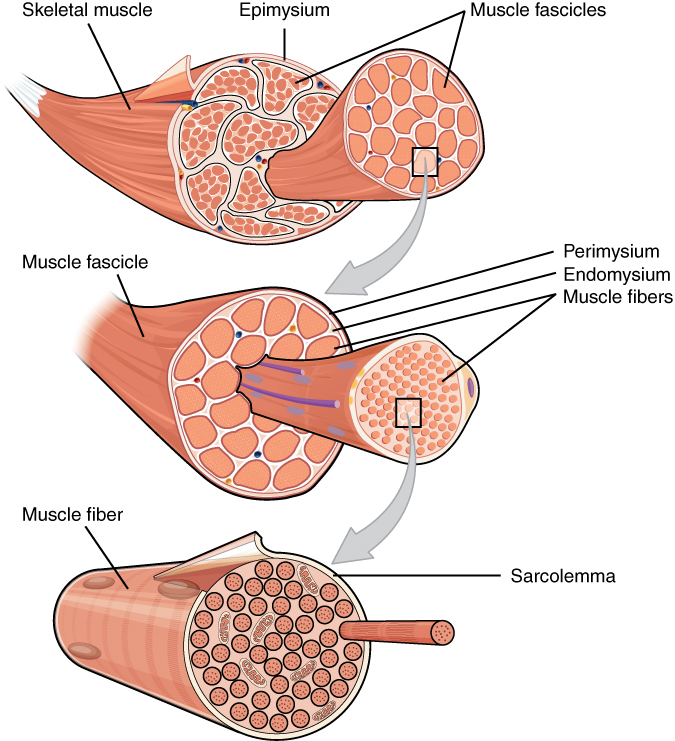
Các bó sợi cơ, được gọi là các sợi cơ, được bao phủ bởi màng bụng. Sợi cơ được bao phủ bởi endomysium.

Giải phẫu tổng thể của cơ là chỉ số quan trọng nhất về vai trò của nó đối với cơ thể. Có một sự khác biệt quan trọng được thấy giữa cơ pennate và các cơ khác. Trong hầu hết các cơ, tất cả các sợi được định hướng theo cùng một hướng, chạy trên một đường thẳng từ điểm gốc đến điểm chèn. Tuy nhiên, trong cơ pennate, các sợi riêng lẻ được định hướng theo một góc so với đường hoạt động, gắn với điểm gốc và gân chèn ở mỗi đầu. Bởi vì các sợi co đang kéo theo một góc so với hoạt động tổng thể của cơ, sự thay đổi về chiều dài nhỏ hơn, nhưng cùng hướng này cho phép tạo ra nhiều sợi hơn (do đó nhiều lực hơn) trong một cơ có kích thước nhất định. Cơ pennate thường được tìm thấy ở nơi thay đổi chiều dài của chúng ít quan trọng hơn lực tối đa, chẳng hạn như cơ đùi trực tràng.
Cơ xương được sắp xếp thành các cơ rời rạc, một ví dụ của nó là cơ nhị đầu (bắp tay). Lớp biểu bì cứng, dạng sợi của cơ xương được kết nối và liên tục với các gân. Đến lượt mình, các gân kết nối với lớp màng xương bao quanh xương, cho phép truyền lực từ cơ đến khung xương. Cùng với nhau, các lớp sợi này, cùng với gân và dây chằng, tạo thành lớp đệm sâu của cơ thể.

### Hệ cơ

Theo góc nhìn phía trước và phía sau của hệ thống cơ ở trên, các cơ bề ngoài (những cơ ở bề mặt) được hiển thị ở bên phải của cơ thể trong khi cơ sâu (những cơ bên dưới cơ bề mặt) được hiển thị ở nửa bên trái của cơ thể. Đối với chân, các cơ bề ngoài được thể hiện ở mặt trước trong khi chế độ xem sau cho thấy cả cơ bề ngoài và cơ sâu.

Hệ thống cơ bao gồm tất cả các cơ có trong một cơ thể duy nhất. Có khoảng 650 cơ xương trong cơ thể con người,  nhưng rất khó xác định một con số chính xác. Khó khăn một phần nằm ở chỗ, các nguồn khác nhau nhóm các cơ khác nhau và một phần ở chỗ một số cơ, chẳng hạn như palmaris longus, không phải lúc nào cũng xuất hiện.
Cơ trượt là một đoạn cơ dài hẹp có tác dụng nâng cơ lớn hơn hoặc các cơ lớn hơn.
Hệ thống cơ là một thành phần của hệ thống cơ xương, không chỉ bao gồm cơ mà còn cả xương, khớp, gân và các cấu trúc khác cho phép vận động.

### Phát triển

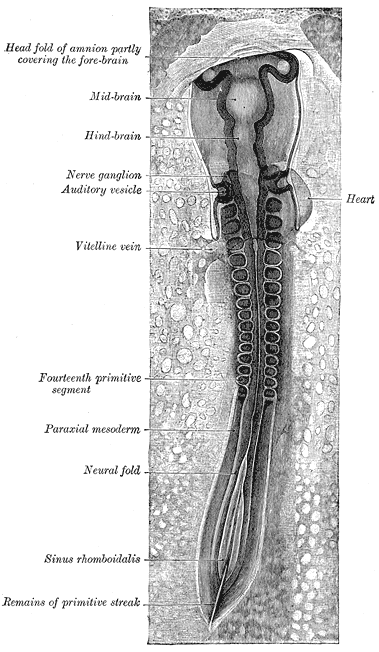
Một phôi gà, cho thấy trung bì cạnh ở cả hai bên của nếp gấp thần kinh. Phần trước (phía trước) đã bắt đầu hình thành các đốt (có nhãn là "các phân đoạn nguyên thủy").

Tất cả các cơ đều có nguồn gốc từ trung bì paraxial. Trung bì bán nguyệt được chia dọc theo chiều dài của phôi thành các đốt sống, tương ứng với sự phân đoạn của cơ thể (rõ ràng nhất là ở cột sống.  Mỗi somite có 3 bộ phận, sclerotome (hình thành đốt sống), dermatome (hình thành da) và myotome (hình thành cơ). Myotome được chia thành hai phần, epimere và hypomere, tương ứng tạo thành cơ đỉnh và cơ dưới trục. Các chỉ cơ bắp epaxial ở người là spinae người dựng và cơ bắp intervertebral nhỏ, và được phân bố bởi các Rami lưng của dây thần kinh cột sống. Tất cả các cơ khác, bao gồm cả các cơ của các chi đều nằm dưới trục, và bị trơ bởi nhánh bụng của các dây thần kinh cột sống.
Trong quá trình phát triển, các nguyên bào cơ (tế bào tiền thân của cơ) hoặc vẫn ở trong mô đệm để tạo thành cơ liên kết với cột sống hoặc di chuyển ra ngoài cơ thể để tạo thành tất cả các cơ khác. Sự di cư của myoblast diễn ra trước sự hình thành của các khung mô liên kết, thường được hình thành từ trung bì tấm bên soma. Myoblasts theo các tín hiệu hóa học đến các vị trí thích hợp, nơi chúng hợp nhất thành các tế bào cơ xương kéo dài.

## Sinh lý học

### Sự co lại
Ba loại cơ (cơ xương, cơ tim và cơ trơn) có sự khác biệt đáng kể. Tuy nhiên, cả ba đều sử dụng chuyển động của actin chống lại myosin để tạo ra sự co lại. Trong cơ xương, sự co lại được kích thích bởi các xung điện truyền từ các dây thần kinh, đặc biệt là các motoneurons (dây thần kinh vận động). Các cơn co thắt cơ tim và cơ trơn được kích thích bởi các tế bào tạo nhịp tim bên trong thường xuyên co bóp và truyền các cơn co thắt đến các tế bào cơ khác mà chúng tiếp xúc. Tất cả các cơ xương và nhiều cơ trơn co bóp đều được tạo điều kiện thuận lợi bởi chất dẫn truyền thần kinh acetylcholine

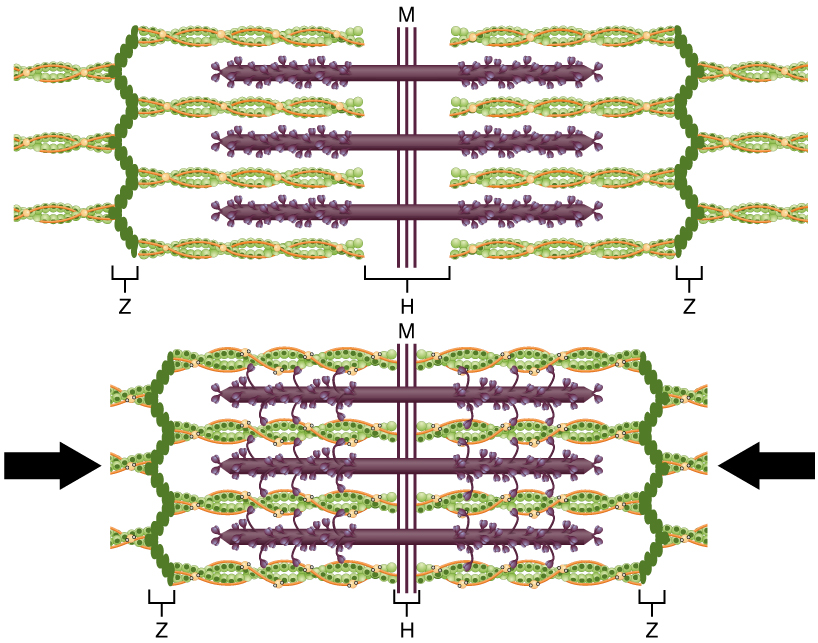
Khi một sarcomere co lại, các vạch Z di chuyển gần nhau hơn và dải I trở nên nhỏ hơn. Dải A giữ nguyên chiều rộng. Khi co lại hoàn toàn, các sợi mỏng và dày chồng lên nhau.

Hành động mà cơ tạo ra được xác định bởi điểm gốc và vị trí chèn. Diện tích mặt cắt ngang của cơ (chứ không phải thể tích hoặc chiều dài) xác định lực mà nó có thể tạo ra bằng cách xác định số lượng "sarcomeres" có thể hoạt động song song. Mỗi cơ xương chứa các đơn vị dài được gọi là myofibrils, và mỗi myofibril là một chuỗi các sarcomeres. Vì sự co thắt xảy ra đồng thời đối với tất cả các sarcome được kết nối trong tế bào cơ, các chuỗi sarcome này ngắn lại với nhau, do đó làm ngắn sợi cơ, dẫn đến thay đổi chiều dài tổng thể. Lực tác dụng lên môi trường bên ngoài được xác định bởi cơ học đòn bẩy, cụ thể là tỷ lệ giữa đòn bẩy trong và đòn bẩy ngoài. Ví dụ: di chuyển điểm chèn của bắp tay ra xa hơn trên bán kính (xa khớp xoay hơn) sẽ làm tăng lực tạo ra trong quá trình uốn (và kết quả là trọng lượng tối đa được nâng trong chuyển động này), nhưng giảm tối đa tốc độ uốn. Di chuyển điểm chèn đến gần (gần khớp quay) sẽ làm giảm lực nhưng tăng vận tốc. Điều này có thể dễ dàng nhận thấy nhất bằng cách so sánh chi của chuột chũi với con ngựa — trước đây, điểm chèn được đặt để tối đa hóa lực (để đào), trong khi ở sau, điểm chèn được đặt để tối đa hóa tốc độ (để chạy).

### Kiểm soát thần kinh

Giản đồ về chức năng cơ bản của hệ thần kinh. Các tín hiệu được thu nhận bởi các thụ thể cảm giác và gửi đến tủy sống và não qua chân hướng tâm của hệ thần kinh ngoại vi, quá trình xử lý này xảy ra dẫn đến tín hiệu được gửi trở lại tủy sống và sau đó đến các tế bào thần kinh vận động thông qua chân phụ.

Các chân ly tâm của hệ thần kinh ngoại vi có trách nhiệm truyền đạt mệnh lệnh cho cơ bắp và các tuyến, và cuối cùng chịu trách nhiệm về chuyển động tự nguyện. Các dây thần kinh vận động các cơ để phản ứng với các tín hiệu tự nguyện và tự chủ (không tự nguyện) từ não. Các cơ sâu, cơ bề ngoài, cơ mặt và cơ bên trong đều tương ứng với các vùng chuyên dụng trong vỏ não vận động chính của não, trực tiếp trước vỏ trung tâm, nơi phân chia thùy trán và thùy đỉnh.
Ngoài ra, các cơ phản ứng với các kích thích thần kinh theo phản xạ không phải lúc nào cũng gửi tín hiệu đến não. Trong trường hợp này, tín hiệu từ sợi hướng tâm không đến não, nhưng tạo ra chuyển động phản xạ bằng các kết nối trực tiếp với các dây thần kinh hướng tâm ở cột sống. Tuy nhiên, phần lớn các hoạt động của cơ là theo chủ đề và là kết quả của sự tương tác phức tạp giữa các vùng khác nhau của não.
Các dây thần kinh điều khiển cơ xương ở động vật có vú tương ứng với các nhóm tế bào thần kinh dọc theo vỏ vận động sơ cấp của vỏ não. Các lệnh được chuyển qua hạch nền và được sửa đổi bởi đầu vào từ tiểu não trước khi được chuyển tiếp qua đường kim tự tháp đến tủy sống và từ đó đến tấm cuối vận động ở cơ. Trên đường đi, phản hồi, chẳng hạn như phản hồi của hệ thống ngoại tháp đóng góp tín hiệu để ảnh hưởng đến phản ứng và trương lực cơ.
Các cơ sâu hơn như những cơ liên quan đến tư thế thường được kiểm soát từ các nhân trong thân não và hạch nền.

#### Cảm nhận trạng thái
Trong cơ xương, các trục cơ truyền thông tin về mức độ dài và căng của cơ tới hệ thần kinh trung ương để hỗ trợ duy trì tư thế và vị trí khớp. Ý thức về vị trí của cơ thể chúng ta trong không gian được gọi là proprioception, nhận thức về nhận thức cơ thể, nhận thức "vô thức" về vị trí của các vùng khác nhau trên cơ thể tại một thời điểm. Một số khu vực trong não phối hợp chuyển động và vị trí với thông tin phản hồi thu được từ sự khởi đầu. Tiểu não và nhân đỏ nói riêng liên tục lấy mẫu vị trí chống lại chuyển động và thực hiện các chỉnh sửa nhỏ để đảm bảo chuyển động trơn tru.

### Tiêu thụ năng lượng

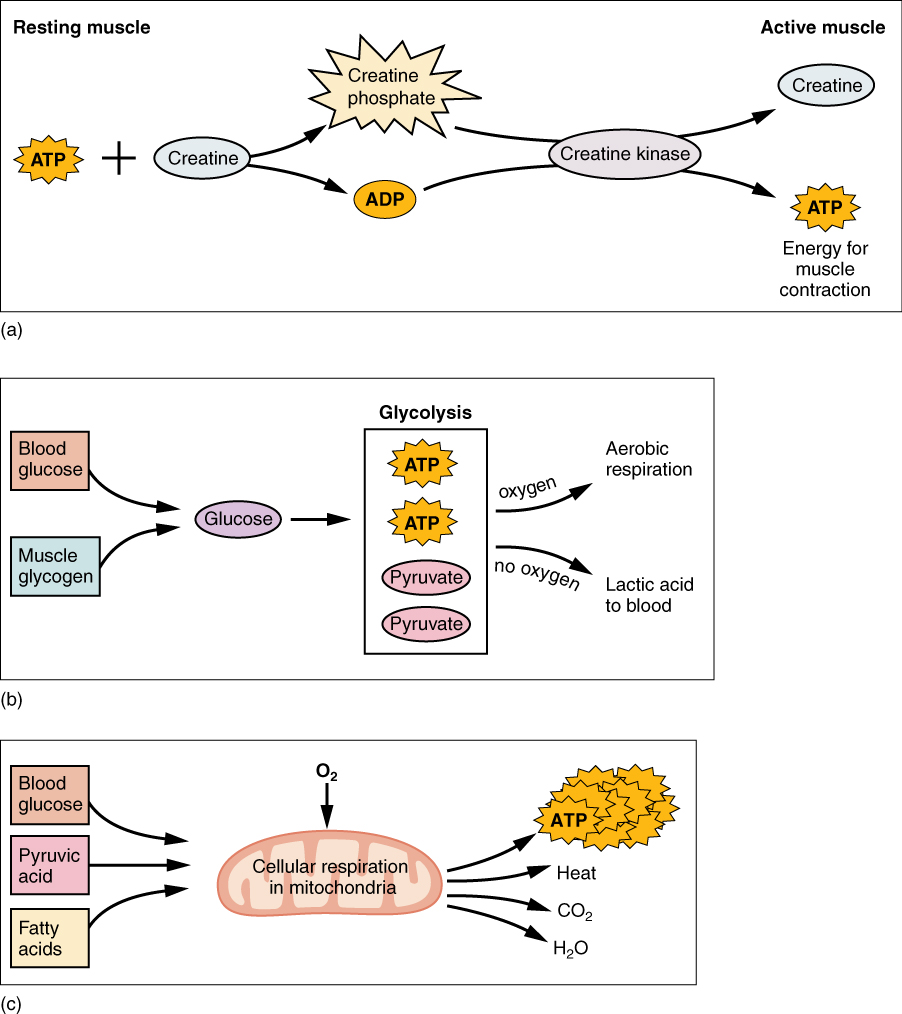
(a) Một số ATP được lưu trữ trong cơ đang nghỉ. Khi sự co thắt bắt đầu, nó sẽ được sử dụng hết trong vài giây. Nhiều ATP hơn được tạo ra từ creatine phosphate trong khoảng 15 giây. (b) Mỗi phân tử glucozơ tạo ra hai ATP và hai phân tử axit pyruvic, có thể được sử dụng trong hô hấp hiếu khí hoặc chuyển thành axit lactic. Nếu oxy không có sẵn, axit pyruvic được chuyển thành axit lactic, có thể góp phần gây mỏi cơ. Điều này xảy ra trong quá trình tập luyện gắng sức khi lượng năng lượng cần thiết cao nhưng oxy không thể cung cấp đủ đến cơ. (c) Hô hấp hiếu khí là quá trình phân hủy glucozơ trong điều kiện có oxy (O2) để tạo ra khí cacbonic, nước và ATP. Khoảng 95% ATP cần thiết cho cơ bắp nghỉ ngơi hoặc hoạt động vừa phải được cung cấp bởi quá trình hô hấp hiếu khí, diễn ra trong ti thể.

Hoạt động của cơ bắp chiếm nhiều năng lượng tiêu hao của cơ thể. Tất cả các tế bào cơ đều tạo ra các phân tử adenosine triphosphate (ATP) được sử dụng để cung cấp năng lượng cho chuyển động của các đầu myosin. Cơ bắp có một kho năng lượng ngắn hạn dưới dạng creatine phosphate, được tạo ra từ ATP và có thể tái tạo ATP khi cần thiết với creatine kinase. Cơ bắp cũng giữ một dạng dự trữ của glucose dưới dạng glycogen. Glycogen có thể nhanh chóng được chuyển đổi thành glucose khi cần năng lượng để duy trì các cơn co thắt mạnh mẽ. Trong cơ xương tự nguyện, phân tử glucose có thể được chuyển hóa kỵ khí trong một quá trình được gọi là đường phân tạo ra hai ATP và hai phân tử axit lactic trong quá trình này (lưu ý rằng trong điều kiện hiếu khí, lactate không được hình thành; thay vào đó pyruvate được hình thành và truyền qua chu trình axit xitric). Các tế bào cơ cũng chứa các giọt chất béo, được sử dụng để tạo năng lượng trong quá trình tập thể dục nhịp điệu. Các hệ thống năng lượng hiếu khí mất nhiều thời gian hơn để tạo ra ATP và đạt hiệu suất cao nhất, và đòi hỏi nhiều bước sinh hóa hơn, nhưng tạo ra nhiều ATP hơn đáng kể so với quá trình đường phân kỵ khí. Mặt khác, cơ tim có thể dễ dàng tiêu thụ bất kỳ chất dinh dưỡng đa lượng nào trong số ba chất dinh dưỡng đa lượng (protein, glucose và chất béo) mà không cần thời gian 'khởi động' và luôn chiết xuất năng suất ATP tối đa từ bất kỳ phân tử nào liên quan. Tim, gan và các tế bào hồng cầu cũng sẽ tiêu thụ axit lactic do cơ xương sản xuất và đào thải ra ngoài khi vận động.
Khi nghỉ ngơi, cơ xương tiêu thụ 54,4 kJ / kg (13.0 kcal / kg) mỗi ngày. Con số này lớn hơn mô mỡ (chất béo) ở mức 18,8 kJ / kg (4,5 kcal / kg), và xương là 9,6 kJ / kg (2,3 kcal / kg).

#### Hiệu quả
Hiệu quả của cơ bắp của con người đã được đo lường (trong bối cảnh chèo thuyền và đạp xe) ở mức 18% đến 26%. Hiệu suất được định nghĩa là tỷ lệ giữa sản lượng công việc cơ học trên tổng chi phí trao đổi chất, có thể được tính toán từ mức tiêu thụ oxy. Hiệu suất thấp này là kết quả của khoảng 40% hiệu suất tạo ATP từ năng lượng thực phẩm, tổn thất trong chuyển đổi năng lượng từ ATP thành công cơ học bên trong cơ và tổn thất cơ học bên trong cơ thể. Hai tổn thất sau phụ thuộc vào loại bài tập và loại sợi cơ được sử dụng (co giật nhanh hay co giật chậm). Đối với hiệu suất tổng thể là 20 phần trăm, một watt công suất cơ học tương đương với 4,3 kcal mỗi giờ. Ví dụ: một nhà sản xuất thiết bị chèo thuyền hiệu chỉnh công cụ kế chèo để đếm lượng calo bị đốt cháy bằng bốn lần công cơ học thực tế, cộng với 300 kcal mỗi giờ,  điều này tương đương với hiệu suất khoảng 20% ở công suất cơ học 250 watt. Sản lượng năng lượng cơ học của sự co cơ theo chu kỳ có thể phụ thuộc vào nhiều yếu tố, bao gồm thời gian kích hoạt, quỹ đạo căng cơ và tốc độ tăng & giảm lực. Chúng có thể được tổng hợp bằng thực nghiệm bằng cách sử dụng phân tích vòng lặp công việc.

### Sức mạnh
Cơ bắp là kết quả của ba yếu tố chồng lên nhau: sức mạnh sinh lý (kích thước cơ, diện tích mặt cắt ngang, khả năng bắt chéo có sẵn, phản ứng khi luyện tập), sức mạnh thần kinh (mức độ mạnh hay yếu là tín hiệu báo cho cơ co lại) và sức mạnh cơ học (góc lực của cơ trên đòn bẩy, chiều dài cánh tay đòn, khả năng của khớp).

#### Sức mạnh sinh lý
Cơ của động vật có xương sống thường tạo ra lực khoảng 25–33 N (5,6–7,4 lbf) trên một cm vuông của diện tích mặt cắt ngang của cơ khi nằm ngang và ở chiều dài tối ưu. Một số cơ của động vật không xương sống, chẳng hạn như ở càng cua, có sarcomeres dài hơn nhiều so với động vật có xương sống, dẫn đến nhiều vị trí hơn để liên kết actin và myosin và do đó lực lớn hơn nhiều trên mỗi cm vuông với chi phí là tốc độ chậm hơn nhiều. Lực tạo ra bởi một cơn co thắt có thể được đo không xâm lấn bằng cách sử dụng máy đo cơ học hoặc máy đo phonomyography, được đo in vivo bằng cách sử dụng sức căng của gân (nếu có gân nổi) hoặc được đo trực tiếp bằng các phương pháp xâm lấn hơn.
Sức mạnh của bất kỳ cơ nhất định nào, về lực tác động lên khung xương, phụ thuộc vào chiều dài, tốc độ rút ngắn, diện tích mặt cắt ngang, pennation, chiều dài sarcomere, đồng dạng myosin và kích hoạt thần kinh của các đơn vị vận động. Sự giảm đáng kể sức mạnh cơ bắp có thể chỉ ra bệnh lý tiềm ẩn, với biểu đồ ở bên phải được sử dụng làm hướng dẫn.

#### Cơ mạnh nhất ở người
Vì ba yếu tố ảnh hưởng đến sức mạnh cơ bắp đồng thời và các cơ không bao giờ hoạt động riêng lẻ, nên thật sai lầm khi so sánh sức mạnh của các cơ riêng lẻ và nói rằng cơ nào là "mạnh nhất". Nhưng dưới đây là một số cơ có sức mạnh đáng chú ý vì những lý do khác nhau.
- Theo cách nói thông thường, "sức mạnh" cơ bắp thường đề cập đến khả năng tác động một lực lên một vật thể bên ngoài — ví dụ, nâng một vật nặng. Theo định nghĩa này, masseter hoặc cơ hàm là mạnh nhất. Sách kỷ lục Guinness năm 1992 ghi lại thành tích của lực cắn là 4,337 N (975 lbf) trong 2 giây. Điều khác biệt của máy masseter không phải là bất cứ điều gì đặc biệt về bản thân cơ mà là lợi thế của nó khi hoạt động với cánh tay đòn ngắn hơn nhiều so với các cơ khác.
- Nếu "sức mạnh" đề cập đến lực do chính cơ tác động, ví dụ, lên vị trí mà nó chèn vào xương, thì cơ mạnh nhất là cơ có diện tích mặt cắt ngang lớn nhất. Điều này là do sức căng của từng sợi cơ xương không thay đổi nhiều. Mỗi sợi có thể tác dụng một lực theo bậc 0,3 micronewton. Theo định nghĩa này, cơ mạnh nhất của cơ thể thường được cho là cơ tứ đầu đùi hoặc cơ mông tối đa.
- Bởi vì sức mạnh của cơ được xác định bởi diện tích mặt cắt ngang, cơ ngắn hơn sẽ mạnh hơn "cân đối với pound" (tức là theo trọng lượng) so với cơ dài hơn có cùng diện tích. Lớp myometrial của tử cung có thể là cơ mạnh nhất theo trọng lượng của cơ thể phụ nữ. Vào thời điểm sinh nở, toàn bộ tử cung của con người nặng khoảng 1,1 kg (40 oz). Trong quá trình sinh nở, tử cung tạo lực từ 100 đến 400 N (25 đến 100 lbf) hướng xuống sau mỗi lần co thắt.
- Các cơ bên ngoài của mắt rõ ràng là lớn và khỏe liên quan đến kích thước nhỏ và trọng lượng của nhãn cầu. Người ta thường nói rằng chúng là "cơ bắp khỏe nhất cho công việc chúng phải làm" và đôi khi được khẳng định là "mạnh hơn gấp 100 lần so với mức chúng cần." Tuy nhiên, các chuyển động của mắt (đặc biệt là các chuyển động của mắt được sử dụng để quét và đọc trên khuôn mặt) đòi hỏi các chuyển động tốc độ cao và các cơ mắt được vận động hàng đêm trong giấc ngủ mắt chuyển động nhanh.
- Tuyên bố "lưỡi là cơ khỏe nhất trong cơ thể" xuất hiện thường xuyên trong danh sách các sự thật đáng ngạc nhiên, nhưng rất khó để tìm ra định nghĩa nào về "sức mạnh" có thể làm cho câu nói này đúng. Lưu ý rằng lưỡi bao gồm tám cơ chứ không phải một.
- Trái tim được khẳng định là cơ thực hiện khối lượng lớn nhất các hoạt động thể chất trong suốt cuộc đời. Ước tính sản lượng điện của tim người nằm trong khoảng từ 1 đến 5 watt. Đây là ít hơn nhiều so với sản lượng điện tối đa của các cơ khác; ví dụ, cơ tứ đầu có thể tạo ra hơn 100 watt, nhưng chỉ trong vài phút. Trái tim hoạt động liên tục trong suốt cuộc đời không ngừng nghỉ, và do đó, "làm việc" nhiều hơn các cơ khác. Công suất một watt liên tục trong tám mươi năm sẽ tạo ra tổng sản lượng công việc là hai gigajoules rưỡi.